# درآمد در ایالات متحده آمریکا
درآمد در ایالات متحده آمریکا به وسیلهٔ وزارت بازرگانی ایالات متحده به دو صورت درآمد خانوار و درآمد شخصی اندازه‌گیری می‌شود. از آنجا که در حال حاضر در ۴۲٪ خانوارها (عمدهٔ آنهایی که با دارا بودن ۵۷،۶۵۸ دلار در سال جزء ۴۰٪ بالای جامعه از نظر درآمدی قرار می‌گیرند) دو نفر به کسب درآمد می‌پردازند، تفاوت میان درآمد خانوار و شخصی قابل توجه است.
تفاوت آنگاه کاملاً آشکار می‌شود که درصد خانوارهای دارای درآمد ۶ رقمی را با درآمد افراد مقایسه کنیم. در سال ۲۰۰۶، درآمد ۱۷٫۳٪ خانوارها بیش از یکصدهزار دلار در سال بود. حال آنکه این درصد برای افراد اندکی کمتر از ۶٪ بود. به‌طور کلی میانهٔ درآمد خانوارها در آن سال ۴۶٬۳۲۶ دلار و میانهٔ درآمد شخصی (تنها شامل افراد بالای ۲۵ سال) ۳۲٬۱۴۰ دلار بود.
نابرابری درآمدی افزایش قابل ملاحظه‌ای یافته است. میانگین درآمد صدک بالا پس از کسر مالیات ۱۶۷٪ رشد را نشان می‌دهد، در حالی که این رقم برای بیستک (بیست درصد) بالا ۶۹٪، بیستک چهارم ۲۹٪، بیستک میانی ۲۱٪، بیستک دوم ۱۷٪ و سرانجام برای بیستک پایین ۶٪ است. در حالی که دستمزد زنان افزایش چشمگیری داشته است، میانهٔ دریافتی کارکنان مرد از اواخر دههٔ ۱۹۷۰ ثایت باقی‌مانده است. در مقابل درآمد خانوار به علت افزایش تعداد خانوارهایی که در آن دو نفر به کسب درآمد مشغولند و همچنین به علت افزایش حضور زنان در نیروی کار رو به فزونی گذاشته است.